# Старый Шуструй
Старый Шуструй — село в Нижнеломовском районе Пензенской области. Входит в Верхнеломовский сельсовет.

## География
Село находится в 2 км к западу от Верхнего Ломова и в 12 км к юго-западу от Нижнего Ломова на ручье, впадающем в реку Ломовка (приток Мокши).

## История
```
Село основано служилыми людьми Верхнеломовского уезда. Вероятно, существовало уже в 1650-х гг. В 1710 г. солдатское с. Шуструя.
```

Между 1710 и 1718 гг. из села бежало служилого чина людей — 37, умерло — 23, взято в солдаты — 6 (РГАДА, ф. 350, оп. 1, е.хр. 61, лл. 103 об.-155).
В 1718 г. — с. Шуструй однодворцев, выходцев из Казачьей слободы г. Верхнего Ломова.
В 1746 г. — с. Шуструй Верхнеломовского уезда, 113 ревизских душ однодворцев (РГАДА, ф. 350, оп. 2, е.хр. 562, л. 289 об.).
В 1877 г. — в Старотолковской волости Нижнеломовского уезда, 139 дворов, каменная Архангельская церковь (построена в 1815 г.), земская школа, базар.
В 1911 г. — той же волости, одна крестьянская община, 226 дворов, школа уездного земства, народная библиотека (открыта в 1911 г.), церковь, кредитное товарищество, 2 ветряные мельницы, шерсточесалка, 2 кузницы, 6 лавок.
В 1923-24 гг. в Старом и Новом Шуструях и Верхнем Ломове действовала банда Сюнякова, Ладыгина, Недосейкина численностью до 15 человек. Имея дефицит воды, жителя села с тридцатых годов 20 столетия постепенно покидали его.
В 1939 г. — д. Ново-Шуструйского сельсовета Нижнеломовского района, колхоз «Память Ленина».
В 1955 г. — Подватиловского сельсовета, колхоз имени Жданова..
Численность населения (по годам):
в 1746 — около 226, 1795 — оценочно 550, 1864—733, 1877—909, 1897—1076, 1911—1284, 1926—1119, 1930—1225, 1939—925, 1959—248, 1979 — 82, 1989 — 36, 1996 — 24 жителя.
Храм во имя Архистратига Михаила строился с 1805 по 1815 год. В 1862 году пристроены два придела. От церкви сохранились лишь четверик храма и нижняя часть отдельно стоящей колокольни, Приделы, апсида, трапезная и верхний ярус колокольни утрачены. Северный и южный фасады храма отмечены треугольными фронтонами, тимпаны которых прорезаны большими полукруглыми окнами второго света. Стены обработаны круглыми и треугольными нишами. Внутри храма все стены расписаны священными изображениями. Архитектура здания выполнена в стиле классицизм. В 1930-х гг. церковь закрыли, сейчас она находится в руинированном состоянии..

## Население
| 1746  | 1795  | 1864 | 1877 | 1897  | 1911  |
| ----- | ----- | ---- | ---- | ----- | ----- |
| 226   | ↗550  | ↗733 | ↗909 | ↗1076 | ↗1284 |
| 1926  | 1930  | 1939 | 1959 | 1979  | 1989  |
| ↘1119 | ↗1225 | ↘925 | ↘248 | ↘82   | ↘36   |
| 1996  | 2002  | 2010 |      |       |       |
| ↘24   | ↘19   | ↘3   |      |       |       |

## Известные уроженцы, жители
- Рязанцев Николай Николаевич (1911—1997) — участник ВОВ, сержант, разведчик-корректировщик, полный кавалер ордена Славы.
- Каурцев Иоанн Иоаннович (1836—1898) — пастырь Пензенской епархии. В конце 1860 года был рукоположён во священника к Михаило-Архангельской церкви села Старого Шуструя, где проходил своё служение 31 год. В 1863 г. ему было объявлено архипастырское благословение за собрание 2472 р. на постройку двух приделов церкви и за ревностные труды при постройке. В продолжении семи лет с поступления своего в приход отец Иоанн самолично обучал и на свой счёт содержал школу, за что также удостоился архипастырского благословения. С успехом заменял врача в холерный 1871 год, за что выражена была ему благодарность от Н.Ломовсвого земского собрания. За успешную деятельность при сборе пожертвований на раненых во время русско-турецкой войны ему было выдано два знака Красного Креста и два свидетельства. В 1886 году он был сопричислен к ордену св. Анны III степени.